# مارسيلو دي فاريا
مارسيلو دي فاريا (بالبرتغالية: Edson Marcelo de Faria Manfron‏) هو لاعب كرة قدم برازيلي، ولد في 8 فبراير 1979 في كوريتيبا في البرازيل. لعب مع جمعية بورتوغيزا الرياضية ونادي أجاكسيو ونادي أمريكا ونادي بيكان ونادي سان لويس ونادي فاسكو دا غاما ونادي فورتاليزا ويونيكوس.

## وصلات خارجية
- مارسيلو دي فاريا على موقع قاعدة بيانات كرة القدم.إي يو (الإنجليزية)